# Cascata Učar
La cascata Učar (in russo Учар?), traducibile come "volante" o "inavvicinabile" nella lingua dell'Altai meridionale, conosciuta anche come grande cascata Čul'činskij (in russo Большой Чульчинский водопад?) è una cascata sul fiume Čul'ča, nei Monti Altaj, in Russia. Con il suo salto di 160 metri è la più alta della regione.

## Descrizione

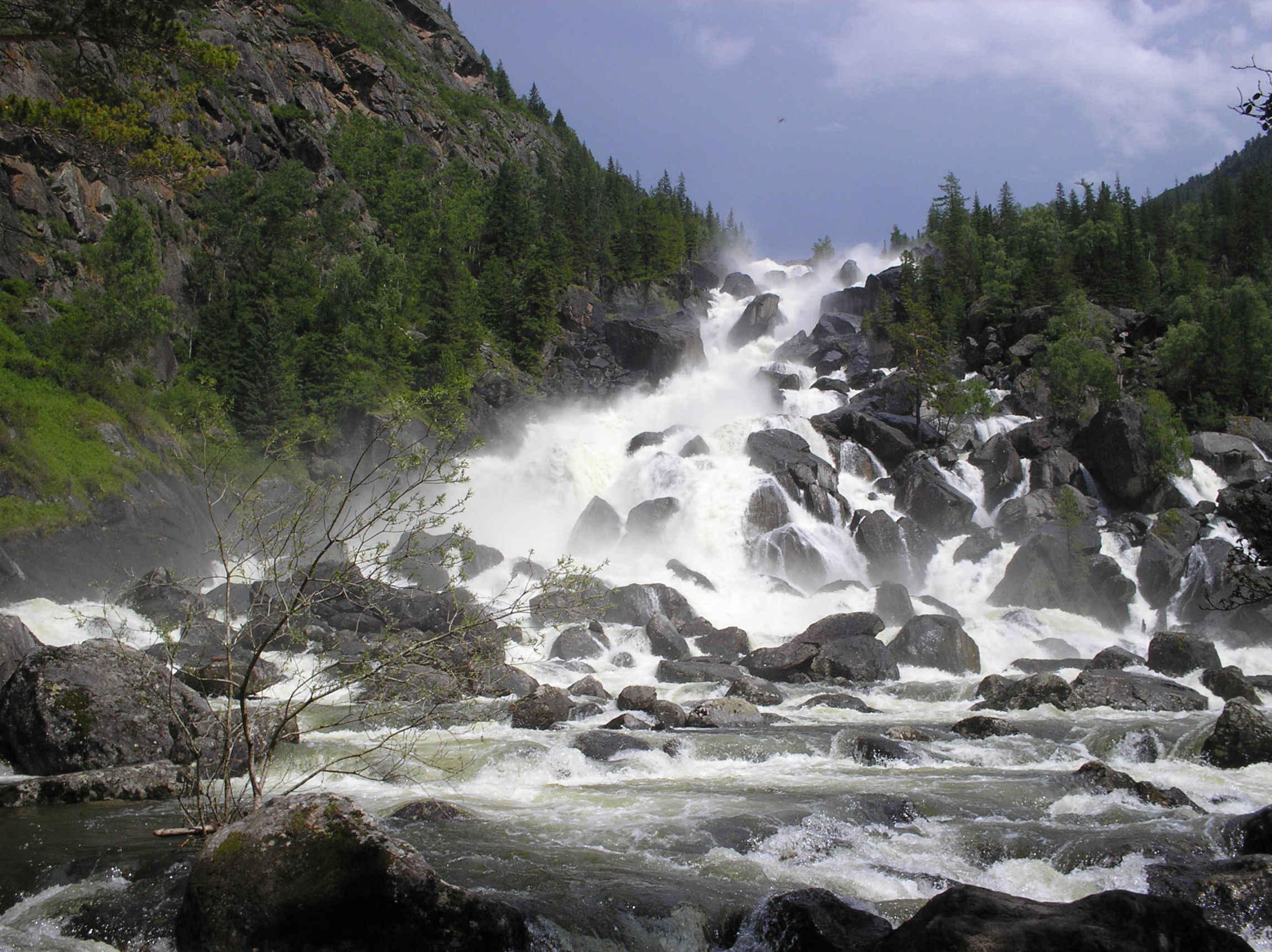
La cascata.

La cascata si trova lungo il fiume Čul'ča, a circa 8 chilometri di distanza dalla sua confluenza nel fiume Čulyšman. Da un punto di vista amministrativo si trova nel Ulaganskij rajon della Repubblica dell'Altaj. Fa parte della riserva naturale dei monti Altaj.
Benché sia comunemente definita cascata, in realtà è più simile ad una cateratta formata da una successione di rapide e piccoli salti, che nel complesso raggiungono i 160 metri di dislivello.
Si è probabilmente formata tra i 100 e i 200 anni fa, quando una grande frana si è staccata dalla vetta vicina e ha ostruito il letto del fiume, ma è stata scoperta solo negli anni '70 del XX secolo.
La cascata è una delle principali attrazioni naturali della regione e una delle poche aperte ai turisti, anche se raggiungerla non è molto semplice. È necessario percorrere un sentiero impervio di circa 8,5 chilometri, che inizia non lontano dalla confluenza del fiume Čul'ča nel fiume Čulyšman. È possibile sentire il rumore della cascata già ad una grande distanza, e accanto ad essa è così forte da coprire quasi del tutto le voci delle persone.